# Констант, Давид
Давид Констант (англ. David Every Konstant; 16 июня 1930 — 9 октября 2016) — английский прелат Римско-католической церкви, Епископ-эмерит Лидса.

## Ранние годы
Давид Констант родился в Лондоне, Великобритания. Учился в колледже Св. Эдмунда в Хартфордшире, Затем получил степень магистра в колледже Христа в Кембриджского университета. 12 июня 1954 года рукоположен в священники кардиналом Бернардом Гриффином.
В 1960-х годах он служил помощником директора католической школы в восточном Кенгсингтоне, район Лондона. 28 марта 1977 года (47 лет) Папа Павел VI назначил Константa Титулярным епископом Betagbarar и ко-епископом в Вестминстере. Церемонию его посвящения в епископы 25 апреля 1977 вел кардинал Джордж Хьюм и епископы Джеральд Маон (англ. Gerald Mahon) и Виктор Гаццелли (англ. Victor Guazzelli).
12 июля 1985 года Давид Констант был объявлен восьмым Епископом Лидса. 25 сентября 1985 года он вступает в должность. 7 апреля 2004 года он вышел в отставку, но продолжил служить в епархии Лидса в качестве епископа-эмеритa.
В 2004 году ему присудили почетную степень доктора юриспруденции в Городском Университете Лидса.
в 2006 году ему присудили почетную степень доктора в Университете Брадфорда.